# 博格施泰特
博格施泰特是德国石勒苏益格－荷尔斯泰因州的一个市镇。总面积9.15平方公里，总人口1315人，其中男性663人，女性652人（2011年12月31日），人口密度144人/平方公里。